# Paul Triller
Paul Triller (* 1994 in München) ist ein deutscher Schauspieler.

## Leben
Paul Triller besuchte in München das Gymnasium. Triller kam ursprünglich als jugendlicher Laiendarsteller zum Film. 2011 stand er für den vom Bayerischen Rundfunk produzierten Heimatkrimi Bamberger Reiter. Ein Frankenkrimi als autistischer Stallbursche und Pflegesohn Georg (genannt „Schorsch“) in einer Nebenrolle vor der Kamera. Als 18-Jähriger wirkte er in der von Studenten der Münchner Hochschule für Fernsehen und Film München gedrehten Münchner Schülerkampagne „Wir sind viele“ mit. Außerdem übernahm er in der 16. Staffel der Kinderserie Schloss Einstein (2013) eine Gastrolle als Musikproduzent Maxim Toller.
Erste Kinorollen spielte er in Exit Marrakech (Regie: Caroline Link) und Fack ju Göhte (Regie: Bora Dagtekin). Der Münchner Filmemacher Klaus Lemke besetzte Triller als „Schönling Paul“ für eine der Hauptrollen in seiner Maxvorstadt-Trashkomödie Bad Girl Avenue, die im Sommer 2018 auf dem Münchner Filmfest gezeigt und auch im ZDF ausgestrahlt wurde.
Nach ersten kleineren Rollen in TV-Serien und Fernsehreihen (Um Himmels Willen, Frühling) erhielt er mehrere Episodenhauptrollen in Krimi-Formaten des ZDF. In der 10. Staffel der ZDF-Serie SOKO Stuttgart (2018) spielte Triller den jungen Comicladen-Besitzer Toni Kühn, der sich gegen eine Entmietungsaktion zur Wehr setzt. An der Seite von Christian Berkel verkörperte er in der TV-Serie Der Kriminalist (2018) den jungen Rennfahrer Jacob Kampmann, der ein enges Verhältnis zu seinem getöteten Onkel hatte. Im Februar 2019 war er in der ZDF-Serie SOKO München ebenfalls in einer Episodenhauptrolle zu sehen, diesmal als tatverdächtiger DJ, der sich als Handlanger eines Münchner „Immobilienhais“ betätigt. Im ersten Film der im April 2019 neu im ZDF ausgestrahlten TV-Reihe Gipfelstürmer – Das Berginternat verkörperte Triller eine der Hauptrollen, den Schüler und jungen Star-Mountainbiker Konstantin Berz, der seit einiger Zeit außer Kontrolle wirkt und offenbar bereit ist, für seinen Erfolg jeden Preis zu zahlen. In der ZDF-Krimiserie Der Alte (2019) übernahm Triller, an der Seite von Morgane Ferru, eine Episodenhauptrolle als Tierschutzaktivist Ben. Im 3. und 4. Film der TV-Reihe Gipfelstürmer – Das Berginternat (Erstausstrahlung: Oktober 2019) nahm Triller seine Rollenfigur als Nebenrolle wieder auf. Außerdem gehörte er als Schüler Jonas Kramer zur Hauptbesetzung der RTL-II-Fernsehserie F4LKENB3RG – Mord im Internat? (2019).
In der 15. Staffel der ZDF-Serie Der Staatsanwalt (2020) spielte er in einer Episodenhauptrolle den tatverdächtigen, hochverschuldeten, sich als Architekten ausgebenden Verlobten Klaas Wachowiak, den zukünftigen Schwiegersohn einer ermordeten Jägerin und Gestütsbesitzerin. In der ZDF-„Herzkino“-Reihe verkörperte Triller in der Rosamunde-Pilcher-Verfilmung Falsches Leben, wahre Liebe (Erstausstrahlung: März 2020) an der Seite von Caroline Hartig und Marvin Linke den jungen, aus einer zerrütteten Familie stammenden Marineleutnant Marc Oliver „Mo“ Miller, der als Baby vertauscht wurde. In der ZDF-„Herzkino“-Reihe verkörperte Triller im Folgejahr in der Inga-Lindström-Verfilmung Der schönste Ort der Welt (Erstausstrahlung: Mai 2021) in einer weiteren TV-Hauptrolle den jungen Steuerberater und Hobbybootsbauer Elias, den Ex-Freund der weiblichen Hauptfigur Maja (Zoe Moore).
Triller lebt in München.

## Filmografie
- 2011–2013: Frühling (Fernsehreihe)
- 2012: Um Himmels Willen: Lebenslüge (Fernsehserie, eine Folge)
- 2012: Bamberger Reiter. Ein Frankenkrimi (Fernsehfilm)
- 2013: Exit Marrakech (Kinofilm)
- 2013: Schloss Einstein (Fernsehserie)
- 2013: Fack ju Göhte (Kinofilm)
- 2014: Das Ende der Geduld (Fernsehfilm)
- 2018: Bad Girl Avenue (Kinofilm)
- 2018: SOKO Stuttgart: Crashman (Fernsehserie, eine Folge)
- 2018: Der Kriminalist: Kleiner Bruder (Fernsehserie, eine Folge)
- 2019: SOKO München: Stille Liebe (Fernsehserie, eine Folge)
- 2019: Gipfelstürmer – Das Berginternat (Fernsehreihe)
- 2019: Der Alte: Vergiftete Freundschaft (Fernsehserie, eine Folge)
- 2019: Falkenberg – Mord im Internat? (Fernsehserie)
- 2020: Der Staatsanwalt: Fangschuss (Fernsehserie, eine Folge)
- 2020: Rosamunde Pilcher: Falsches Leben, wahre Liebe (Fernsehreihe)
- 2021: Inga Lindström: Der schönste Ort der Welt (Fernsehreihe)
- 2024: Der Bozen-Krimi: Geheime Bruderschaft (Fernsehreihe)